# Eschershausen
Eschershausen est une municipalité allemande située dans le land de Basse-Saxe et l'Arrondissement de Holzminden.

## Personnalités liées
- Wilhelm Raabe (1831-1910)
- Georg Bode (1838-1910)
- Otto Elster (1852-1922)
- Hans Scheibert (1887-1969)